# Белая линия щеки
Белая линия щеки (лат. linea alba) — это участок гиперкератоза на слизистой оболочке щеки, вызванный хронической травмой в результате смыкания зубных рядов. 

## Этиология
Вызвана хронической травмой слизистой оболочки щеки в результате смыкания зубных рядов, когда складки слизистой оболочки попадают между ними, а также в результате создания негативного давления и втягивания слизистой между зубами. Может также являться признаками бруксизма или стискивания зубов (англ. clenching), также причиной могут стать различные тревожные состояния. Постоянный травмирующий фактор приводит слизистую оболочку из нормального неороговевающего состояния в состояние паракератоза.

## Характеристика
Linea alba — это белая линия, расположенная на слизистой оболочке щеки, идущая вдоль окклюзионной плоскости (плоскости смыкания зубов). Зачастую линия двусторонняя, приподнята над слизистой, а также может иметь фестончатый или зубчатый рисунок, соответствующий зубам. Редко может наблюдаться подобная линии на языке. Линия может начинаться от заднего отдела слизистой оболочки и идти до спайки губ (лат. commissura labiorum), однако большинство пациентов обнаруживают заметные изменения именно в заднем отделе.

## Распространённость
Присутствует примерно у 13% населения.

## Лечение
В случае наличия классической белой линии с двух сторон, не требует лечения и не является предраком. В иных случаях требуется выяснение и устранение причины её образования. 